# پاسکواله آنسلمو
پاسکواله آنسلمو (ایتالیایی: Pasquale Anselmo؛ زادهٔ ۱۴ آوریل ۱۹۵۸) بازیگر، صداپیشه اهل ایتالیا است.
از فیلم‌هایی که وی در آن نقش داشته‌است، می‌توان به چهار برادر و بازگشت اشاره کرد.